# Valeria D'Obici
Valeria d’Obici (née le 17 avril 1952 à Lerici dans la région de la Ligurie, au nord-ouest de l'Italie) est une actrice italienne de cinéma et de télévision, principalement active au cours d’une période allant du début des années 1970 au début des années 2000.

## Biographie
Valeria D'Obici apparaît pour la première fois au cinéma en 1974. Après plusieurs rôles secondaires, elle interprète le rôle de Fosca, jeune femme atteinte d’un mal inconnu, dans le film Passion d’amour (Passione d'amore) d’Ettore Scola. Le film est un succès commercial et critique et lui offre une certaine notoriété en Italie. Elle obtient le prix David di Donatello de la meilleure actrice pour ce rôle. Elle apparaît par la suite dans diverses productions italiennes au cours des années 1980 avant de se faire de plus en plus rare, retournant vers les seconds rôles de ses débuts.

## Filmographie

### Au cinéma
- 1974 : La police a les mains liées (La Polizia ha le mani legate) de Luciano Ercoli
- 1976 : La Prof et les Farceurs de l'école mixte (Classe mista) de Mariano Laurenti
- 1976 : La banca di Monate de Francesco Massaro
- 1980 : Masoch de Franco Brogi Taviani
- 1980 : Sbamm! d ‘Ezio Greggio
- 1981 : Passion d’amour (Passione d'amore) d’Ettore Scola
- 1982 : Piso pisello de Peter Del Monte
- 1981 : Delitto al ristorante cinese de Bruno Corbucci
- 1983 : Les Guerriers du Bronx 2 (Fuga dal Bronx) d’Enzo G. Castellari
- 1984 : Uno scandalo perbene de Pasquale Festa Campanile
- 1985 : Colpo di fulmine de Marco Risi
- 1985 : Desiderando Giulia d’Andrea Barzini
- 1986 : 45º parallelo d’Attilio Concari
- 1986 : Midnight Horror (Morirai a mezzanotte) de Lamberto Bava
- 1986 : Yuppies - I giovani di successo de Carlo Vanzina
- 1988 : La rosa bianca de Francesca Leonardi
- 1988 : Mia moglie è una bestia de Castellano et Pipolo
- 1991 : L'avvoltoio può attendere de Gian Pietro Calasso
- 1992 : Anni 90 d’Enrico Oldoini
- 1993 : Sans pouvoir le dire (Dove siete? Io sono qui'') de Liliana Cavani
- 1993 : L'amore dopo d’Attilio Concari
- 1994 : L'amico immaginario de Nico D'Alessandria
- 1995 : L'ombra abitata de Massimo Mazzucco
- 1997 : Le Témoin du marié (Il testimone dello sposo) de Pupi Avati
- 1999 : Come te nessuno mai de Gabriele Muccino
- 2001 : Regina degli scacchi de  Claudia Florio
- 2005 : La seconda notte di nozze de Pupi Avati

### À la télévision
- 1984 : Et la vie continue (...e la vita continua) de Dino Risi
- 1992 : Le fils d'un autre de Michel Lang
- 1992 : Softwar de Michel Lang
- 1998 : Cinéma de Philippe Lefebvre
- 2002 : La guerre est terminée (La guerra è finita) de Lodovico Gasparini
- 2003 : Imperium: Augustus de Roger Young
- 2004 : Al di là delle frontiere de Maurizio Zaccaro

### Prix et distinctions notables
- David di Donatello de la meilleure actrice en 1981 pour Passion d’amour (Passione d'amore).
- Globe d'or de la meilleure actrice - révélation en 1981 pour Passion d’amour (Passione d'amore).
- Nomination au David di Donatello de la meilleure actrice dans un second rôle en 1982 pour Piso pisello.
- Nomination au David di Donatello de la meilleure actrice dans un second rôle en 1985 pour Uno scandalo perbene.